# Gymnostoma
Gymnostoma es un género de árbol de la familia Casuarinaceae que comprende una quincena de especies aceptadas de las casi 30 descritas.

## Especies
- Gymnostoma australianum L.A.S.Johnson
- Gymnostoma chamaecyparis (Poiss.) L.A.S.Johnson
- Gymnostoma deplancheanum (Miq.) L.A.S.Johnson
- Gymnostoma glaucescens (Schltr.) L.A.S.Johnson
- Gymnostoma intermedium (Poiss.) L.A.S.Johnson
- Gymnostoma leucodon (Poiss.) L.A.S.Johnson
- Gymnostoma nobile (Whitmore) L.A.S.Johnson
- Gymnostoma nodiflorum (Thunb.) L.A.S.Johnson
- Gymnostoma papuanum (S.Moore) L.A.S.Johnson
- Gymnostoma poissonianum (Schltr.) L.A.S.Johnson
- Gymnostoma rumphianum (Miq.) L.A.S.Johnson
- Gymnostoma sumatranum (Jungh. ex deVriese) L.A.S.Johnson
- Gymnostoma vitiense L.A.S.Johnson
- Gymnostoma webbianum (Miq.) L.A.S.Johnson[1]